# ジラード事件
ジラード事件（ジラードじけん）は、1957年（昭和32年）1月30日、群馬県群馬郡相馬村（現・榛東村）で在日米軍兵士・ウィリアム・S・ジラードが日本人主婦を射殺した事件。日本に裁判権がみとめられたが、のちに日米合同委員会で裁判権や刑罰について密約があったことが明らかとなった。
事件当時の日本国外務省による呼称は相馬ヶ原事件（そうまがはらじけん）、また相馬が原演習場事件（そうまがはらえんしゅうじょうじけん）とも呼ばれる。

## 経緯
当時の在日米軍群馬県相馬が原演習地（現・相馬原駐屯地）では、実弾射撃訓練が行われていた。演習地は立ち入り禁止措置がなされていたが、近隣住民は薬莢や発射された後の弾頭など金属類を拾って換金することを目的として、しばしば演習地内に立ち入っていた。
1957年（昭和32年）1月30日、薬莢を拾う事を目的に演習地内へ立ち入った日本人主婦（当時46歳）に対して、主婦の背後から第1騎兵師団第8連隊第2大隊のウィリアム・S・ジラード三等特技兵（当時21歳、イリノイ州オタワ出身）がM1ガーランド装着のM7グレネードランチャーで空薬莢を発射し、主婦が即死する事件が発生した。目撃者の証言から、ジラードが主婦に「ママサンダイジョウビ　タクサン　ブラス　ステイ」と声をかけて、近寄らせてから銃を向け発砲した可能性があることがわかると、アメリカへの批判の声が高まり社会現象となった。ジラードが主婦を射殺した時は休憩時間であったことから日本の裁判を受けるべきであると日本側が主張し、アメリカ陸軍が職務中の事件だとしてアメリカ軍事法廷での裁判を主張するなど、アメリカ側からは強い反発もあったが日本の裁判に服することで決着した。

## 裁判
アメリカに住むジラードの家族が「裁判はアメリカでやるべき」と訴えを起こすが、当局は日本での世論の高まりを考慮して棄却する。結局、ジラードは日本で傷害致死罪で起訴された。
1957年（昭和32年）11月19日、前橋地方裁判所で行われた裁判で懲役3年・執行猶予4年の有罪判決。その後に確定したが、同年12月6日に帰国した。
ジラード自身は、その酒癖の悪さや借金癖から兵士仲間からも軽く扱われる存在だった。アメリカ軍を不名誉除隊した後、台湾生まれの日本人女性と結婚し当年度中に帰国した時も兵士仲間からブーイングが起きた。被害者の遺族（夫と6人の子供）には補償金として1,748.32米ドル（2011年現在 13,642米ドル）が支払われたが司法が売買された結果だと日本人の多くが捉え、被害者の夫も「感謝しない」と述べた。
なお、ジラードへの処罰を最大限軽く（殺人罪でなく傷害致死罪で処断）することを条件に、身柄を日本へ移すという内容の密約が日米間で結ばれていたことが1991年にアメリカ政府の秘密文書公開で判明した。日本の外務省が1994年11月20日に行なった「戦後対米外交文書公開」でも明らかとなっている。